# Eurocopa 2008
La Eurocopa 2008 (oficialmente, Campeonato Europeo de Fútbol de la UEFA o UEFA EURO 2008™) fue la XIII edición de la Eurocopa, el principal torneo entre selecciones de fútbol europeas organizado por la UEFA. Esta versión del torneo se realizó en Austria y Suiza entre el 7 de junio y el 29 de junio de 2008. Es la segunda ocasión en que el torneo fue organizado por dos países (tras la Eurocopa 2000 realizada en Bélgica y los Países Bajos) y la primera que fue albergada por cada una de estas naciones.
La candidatura de Austria y Suiza fue proclamada por el Comité General de la UEFA el 12 de diciembre de 2002 y superó a un total de seis candidaturas. Participaron en el campeonato 16 selecciones, de las cuales 14 se adjudicaron su participación en este torneo tras superar un proceso clasificatorio disputado entre 2006 y 2007 por 52 equipos; a ellas se sumaron las selecciones de Austria y Suiza, clasificadas automáticamente en su calidad de anfitrionas. Se formaron cuatro grupos de cuatro equipos cada uno; tras disputar un formato de liga en cada grupo, los dos mejores de cada uno se clasificaron para la siguiente ronda. Los ocho clasificados se enfrentaron posteriormente en un sistema de eliminación directa hasta determinar el campeón. La final se disputó en el Estadio Ernst Happel de Viena. En dicho partido, España obtuvo su segundo título continental al derrotar a Alemania por 1-0.
Se estima que 1 050 000 personas asistieron a los 31 partidos disputados durante la fase final del torneo y que la audiencia acumulada del evento por televisión alcanzó los 8000 millones de espectadores a nivel mundial, con lo que se convirtió en uno de los eventos deportivos más vistos de 2008, junto a los Juegos Olímpicos de Pekín 2008.

## Organización

### Elección
La candidatura de Austria y Suiza para organizar la Eurocopa 2008 fue seleccionada por el Congreso de la UEFA, el 12 de diciembre de 2002, en una elección a la que se presentaron un total de siete candidaturas.
La propuesta surgió después de la derrota de la candidatura binacional que llevó Austria junto a Hungría para la Eurocopa 2004, que se disputó finalmente en Portugal. Tras ello, la Federación Austríaca de Fútbol (ÖFB) y la Asociación Suiza de Fútbol (ASF) comenzaron los preparativos para una candidatura conjunta. Con el tema Close to you («Cerca de ti» en inglés), la candidatura transalpina presentó un plan enfocado al alojamiento con calidad de alto nivel, excelentes servicios de telecomunicaciones y transportes (especialmente ferroviario) y con facilidades para el despliegue de seguridad.
La candidatura austro-suiza se consideró desde el primer momento como la principal favorita sobre las otras siete candidaturas. Hungría y Rusia se presentaron en solitario. Sin embargo, la mayoría de las candidaturas fueron multinacionales: una candidatura céltica conjunta de Escocia e Irlanda, una formada por Grecia y Turquía, otra compuesta por Croacia y Bosnia y Herzegovina y, por último, una candidatura escandinava presentada por cuatro países (Dinamarca, Finlandia, Noruega y Suecia).
La candidatura céltica era considerada como la más cercana rival al proyecto austro-suizo, especialmente debido a la mejor condición de sus estadios. En Austria y Suiza, los únicos estadios que cumplían con los requerimientos de la UEFA hasta ese momento eran el Estadio Ernst Happel (Viena) y el St. Jakob Park (Basilea); de ellos, sólo el primero contaba con una capacidad superior a los 40 000 espectadores. Escocia e Irlanda, por su parte, contaban con cinco sobre los 50 000 espectadores. En el caso de la candidatura escandinava, si bien poseía la ventaja de tener experiencia en realizar eventos deportivos de magnitud (como la Eurocopa 1992 en Suecia), las grandes distancias entre sus sedes y la falta de grandes estadios afectaron a sus posibilidades de ser elegida; asimismo, era la primera vez que cuatro países anfitriones presentaban una candidatura deportiva, considerando que sólo en 2000 fue realizado por primera vez un evento por dos países (la Eurocopa 2000) y que la Copa Mundial de Fútbol de 2002 había presentado diversos problemas logísticos entre Japón y Corea del Sur.
Durante la elección, las candidaturas rusa y bosnio-croata se descartaron en un comienzo. Las candidaturas restantes fueron sometidas a votación, aunque el comité de la UEFA recomendó oficialmente las candidaturas de Austria-Suiza, Grecia-Turquía, Escandinavia y Hungría. La candidatura celta, pese a su cierto favoritismo, no fue considerada dentro de las recomendaciones y terminó cuarta en la votación. Por otro lado, la candidatura húngara generó sorpresa al quedar segunda en la votación, aunque no logró superar la amplia victoria de la candidatura de Austria y Suiza, que aseguraría la realización de la Eurocopa 2008 en dichos países.

### Sedes

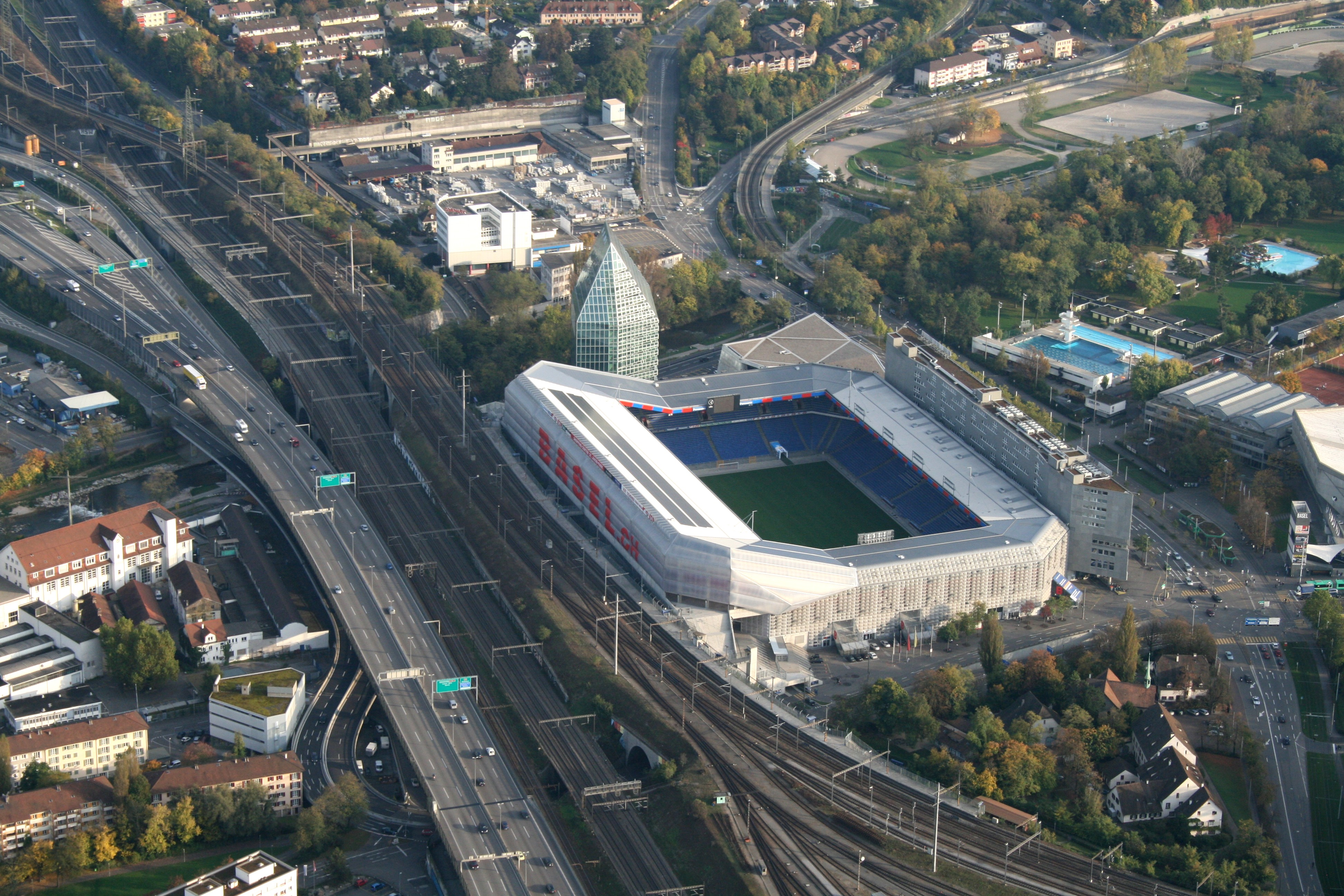
El estadio St. Jakob Park, de la ciudad suiza de Basilea, fue la sede del partido inaugural entre la y la

Para esta edición del torneo se dispusieron ocho sedes, cuatro en cada uno de los países anfitriones. En cada una se disputaron tres partidos de la primera fase, de tal forma que todos los encuentros disputados por la selección de Suiza, incluyendo el partido inaugural, se disputaron en el St. Jakob Park de Basilea y los de la selección de Austria se disputaron en el Estadio Ernst Happel de la capital Viena. Estos dos estadios fueron las únicas sedes de los enfrentamientos de la segunda fase: en cada uno se disputaron dos partidos de cuartos de final y una semifinal, mientras que la final se disputó en el recinto vienés.
La mayoría de los estadios fueron sometidos a renovación como preparación al torneo, con el fin de ampliar su capacidad al menos de forma temporal. Tres estadios fueron completamente reconstruidos sobre el emplazamiento de su predecesor: el Wörthersee Stadion de Klagenfurt, el Stade de Suisse de Berna y el Letzigrund Stadion de Zúrich. Este último se construyó tras el rechazo a la remodelación propuesta originalmente para el Hardturm-Stadion en 2004 y que puso incluso en jaque la realización del campeonato; la UEFA aceptó el cambio en los planes a comienzos de 2005 y la población bernesa aprobó en un referendo un préstamo de 69 millones de euros para la construcción del recinto. Los otros dos recintos suizos, el St. Jakob Park y el Stade de Genève, se construyeron apenas unos años antes del evento, por lo que requirieron pocas modificaciones.
| Tivoli Neu              | Wörthersee Stadion   |
| Capacidad: 31 600       | Capacidad: 31 957    |
|                         |                      |
| Salzburgo               | Viena                |
| Wals Siezenheim Stadion | Ernst Happel Stadion |
| Capacidad: 31 020       | Capacidad: 53 295    |
|                         |                      |

| St. Jakob Park    | Stade de Suisse Wankdorf |
| Capacidad: 42 000 | Capacidad: 31 907        |
|                   |                          |
| Ginebra           | Zúrich                   |
| Stade de Genève   | Letzigrund Stadion       |
| Capacidad: 31 228 | Capacidad: 30 000        |
|                   |                          |

### Árbitros
La UEFA convocó a doce árbitros pertenecientes a los países miembros de la UEFA para su desempeño durante la Eurocopa 2008. A cada uno la UEFA asignó dos asistentes de la misma nacionalidad, para así asegurar que el trío de árbitros tuviese conocimiento y experiencia entre ellos. La mayoría de los jueces tenían experiencia en torneos como la Liga de Campeones de la UEFA e incluso algunos habían participado en la Copa Mundial de Fútbol de 2006. Adicionalmente, fueron convocados ocho oficiales para ejercer los roles de cuarto y quinto árbitro, utilizados en caso de lesión de uno de los oficiales durante el desarrollo de un partido.
| País         | Árbitro                | Asistentes                | Asistentes            |
| ------------ | ---------------------- | ------------------------- | --------------------- |
| Alemania     | Herbert Fandel         | Carsten Kadach            | Volker Wezel          |
| Austria      | Konrad Plautz          | Egon Bereuter             | Markus Mayr           |
| Bélgica      | Frank de Bleeckere     | Peter Hermans             | Alex Verstraeten      |
| Eslovaquia   | Ľuboš Micheľ           | Roman Slysko              | Martin Balko          |
| España       | Manuel Mejuto González | Juan Carlos Yuste Jiménez | Jesús Calvo Guadamuro |
| Grecia       | Kyros Vassaras         | Dimitiris Bozartzidis     | Dimitiris Saraidaris  |
| Inglaterra   | Howard Webb            | Darren Cann               | Michael Mullarkey     |
| Italia       | Roberto Rosetti        | Alessandro Griselli       | Paolo Calcagno        |
| Noruega      | Tom Henning Øvrebø     | Geir Åge Holen            | Jan Petter Randen     |
| Países Bajos | Pieter Vink            | Adriaan Inia              | Hans Ten Hoove        |
| Suecia       | Peter Fröjdfeldt       | Stefan Wittberg           | Henrik Andren         |
| Suiza        | Massimo Busacca        | Matthias Arnet            | Stephane Cuhat        |

### Balón del torneo

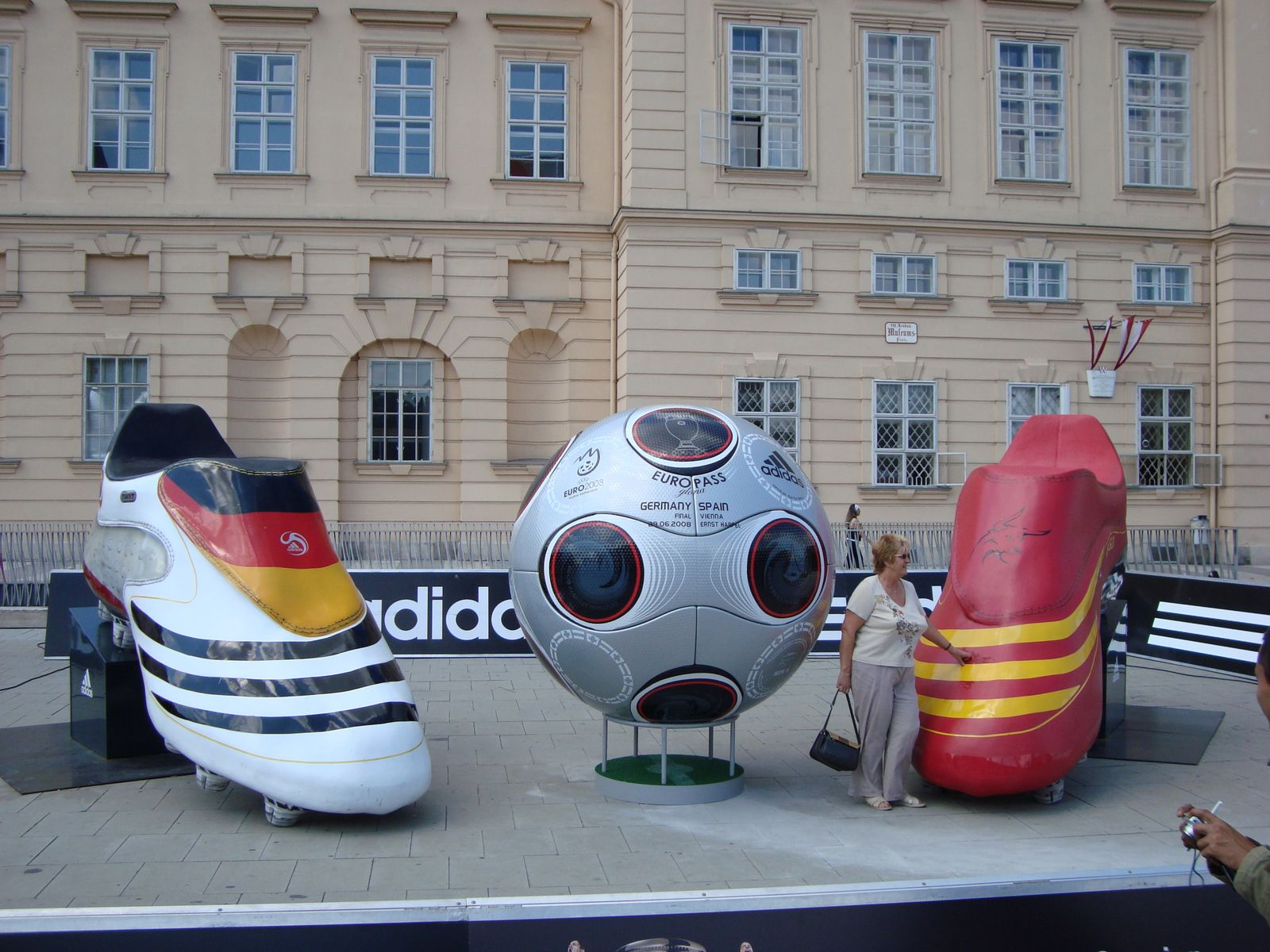
Réplica del Adidas Europass

El balón usado durante la Eurocopa 2008 fue el Adidas Europass, confeccionado por la empresa germana Adidas. Este balón corresponde a una evolución respecto al Adidas +Teamgeist, utilizado durante la Copa Mundial de Fútbol de 2006 disputada dos años antes en Alemania. Esta pelota tenía un diseño exterior de color blanco con doce círculos o lunares oscuros y ciertos motivos rojos, en representación de las banderas de los dos países anfitriones.
Para el partido final del torneo fue diseñada una edición especial del Europass, denominado Adidas Europass Gloria. En el balón, que a diferencia del tradicional era de color plateado, estaban impresas en idioma inglés la fecha y lugar del partido y los equipos que disputaron el trofeo: Alemania y España.

## Equipos participantes

Países participantes en la fase final de la Eurocopa (azul oscuro); en celeste, países que no lograron clasificarse

Para la clasificación a la Eurocopa 2008, se realizó un torneo previo entre septiembre de 2006 y noviembre de 2007. Para esto se celebró un sorteo en Montreux (Suiza) el 27 de enero de 2006, en el que se formaron siete grupos clasificatorios, donde los dos primeros de cada uno clasificarían a la ronda final. Austria y Suiza se clasificaron automáticamente ejerciendo su derecho de organizadores, mientras que la gran sorpresa a la antesala de éste fue la ausencia y eliminación de Inglaterra en la fase previa de clasificación, al quedar tercera en su grupo por detrás de Croacia y Rusia.
El sorteo para la fase final de la competición fue efectuado el 3 de diciembre de 2007. Las 16 selecciones clasificadas fueron dispuestas en cuatro bombos en función de su coeficiente UEFA. En el primer bombo se colocaron Austria y Suiza (anfitriones de esta edición), Grecia (campeón vigente) y los Países Bajos (la selección con mayor coeficiente UEFA). Croacia, Italia, República Checa y Suecia quedaron en el segundo bombo, mientras que el tercero quedó compuesto por Alemania, España, Portugal y Rumania. Finalmente, el cuarto bombo estuvo conformado por Francia, Polonia, Rusia y Turquía.
En cursiva, equipos debutantes en la Eurocopa:
| Equipos participantes | Equipos participantes | Equipos participantes | Equipos participantes |
| --------------------- | --------------------- | --------------------- | --------------------- |
| Alemania              | Francia               | Portugal              | Rusia                 |
| Austria               | Grecia                | Polonia               | Suecia                |
| Croacia               | Italia                | República Checa       | Suiza                 |
| España                | Países Bajos          | Rumania               | Turquía               |

### Jugador de oro
Con motivo del 50.º aniversario de la UEFA, a cada federación miembro se le pidió que votara por su mejor jugador de los últimos 50 años.
| - Fritz Walter - Herbert Prohaska - Davor Šuker - Alfredo Di Stéfano | - Just Fontaine - Vassilis Hatzipanagis - Dino Zoff - Johan Cruyff | - Włodzimierz Lubański - Eusébio da Silva Ferreira - Josef Masopust - Lev Yashin | - Gheorghe Hagi - Henrik Larsson - Stéphane Chapuisat - Hakan Şükür |

## Desarrollo

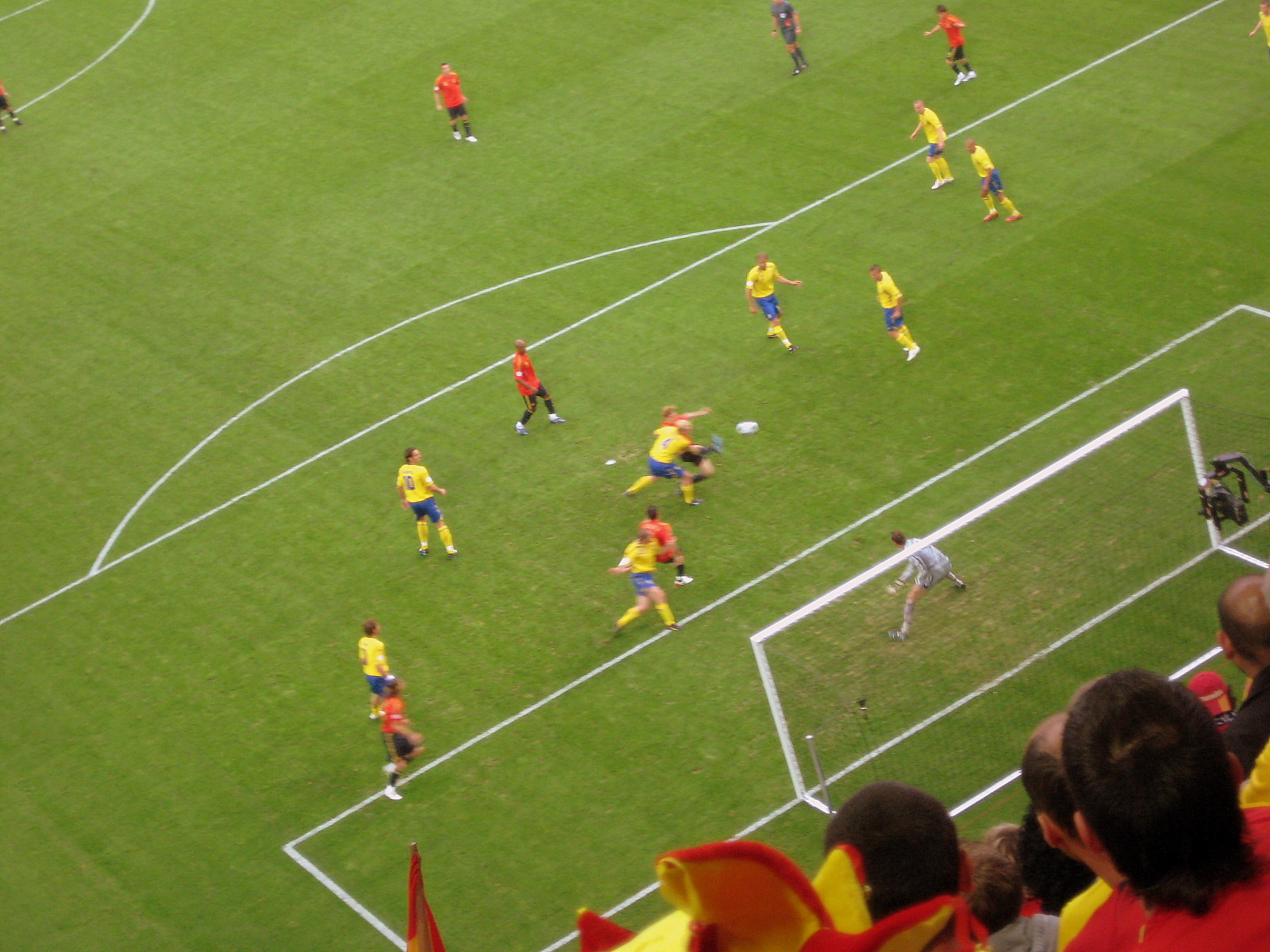
Fernando Torres abre el marcador en el partido entre y durante la primera fase

Durante la primera fase, las selecciones de Croacia, España, los Países Bajos y Portugal lograron su pase a la fase final del torneo tras ganar sus respectivos grupos, acompañados por los combinados de Alemania, Italia, Rusia y Turquía. El fútbol ofensivo planteado por muchos de los equipos nombrados fue considerado como vital para su clasificación y buen desempeño, en desmedro de equipos más conservadores, como Francia y Grecia, que quedaron relegados a los últimos lugares del torneo.
En el Grupo A y comandada por Cristiano Ronaldo —considerado previo al torneo como uno de los mejores jugadores del momento—, la selección portuguesa se clasificó sin mayores escollos a la fase siguiente, tras derrotar a Turquía y la República Checa. Suiza no logró sacar ventaja de su condición de local y quedó eliminada en el segundo partido, si bien rescató una victoria en el partido final frente a los ya clasificados portugueses. Las victorias de turcos y checos ante los suizos dejó la definición del segundo clasificado del Grupo A para el dramático partido que enfrentó a ambos equipos en Ginebra. Los checos dominaron gran parte del encuentro y se encontraban 2-0 arriba en el marcador, pero Turquía intentó revertir el marcador. Un gol de Arda Turan a los 75 minutos revivió las esperanzas del combinado turco, que se concretarían, tras un grave error del guardameta Petr Čech, en el gol de Nihat Kahveci a los 85 minutos. A menos de tres minutos del final, cuando parecía que la definición por penales entregaría el resultado, Nihat anotó nuevamente y dejó a Turquía en la segunda fase.
Alemania era uno de los favoritos para ganar el Grupo B, pero no logró demostrarlo en la cancha. Una titubeante victoria ante Polonia fue seguida por una contundente derrota ante Croacia. Los germanos lograron el pase a la siguiente ronda eliminando a la coanfitriona Austria por 1-0 gracias a un gol de su capitán Michael Ballack, aunque sin mejorar su nivel de juego. La selección croata ganó en sus tres encuentros y se convirtió en una de las selecciones con mayor efectividad de la primera ronda.

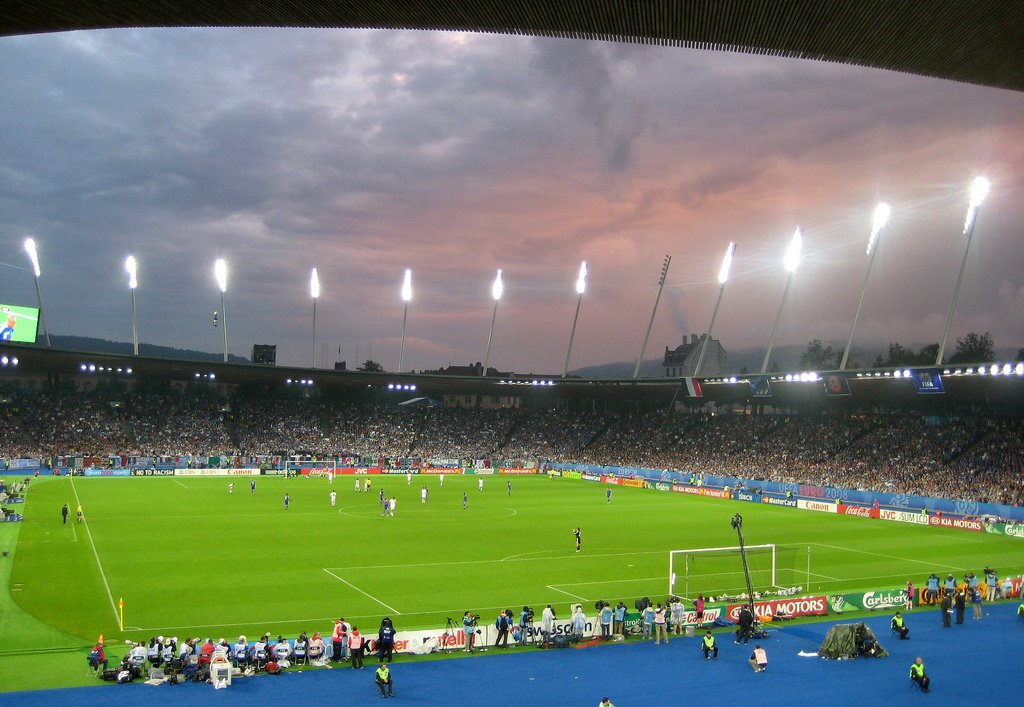
Vista del Letzigrund Stadion de Zúrich durante el partido entre y

El denominado «grupo de la muerte» enfrentó a los finalistas de la Copa Mundial de Fútbol de 2006: Italia y Francia. Pese a los títulos de ambos equipos, fueron superados ampliamente por los Países Bajos. Los neerlandeses obtuvieron sendas victorias por 3-0 ante los italianos y por 4-1 ante los franceses. Rumania logró obtener dos empates ante Italia y Francia, pero quedaron eliminados tras la derrota por 2-0 ante los neerlandeses. En el partido final, Italia derrotó a Francia y logró su pase a la siguiente ronda junto a los líderes del grupo, los Países Bajos.
En el Grupo D, España logró quedar invicto tras una racha sucesiva de victorias: 4-1 ante Rusia, 2-1 ante Suecia e igual marcador ante Grecia. La principal figura fue el atacante David Villa, quien tras una tripleta ante los rusos y un gol frente a los suecos logró convertirse en el goleador del campeonato. Rusia, pese a la goleada con que partió el campeonato, logró sobreponerse con el retorno de Andréi Arshavin y pasó a la siguiente ronda, dejando en el camino a Suecia y Grecia. Los helenos finalizaron en el último lugar del grupo y a la postre del torneo, de modo que pasaron de ser los vigentes campeones de la anterior edición a los últimos clasificados en ésta, algo insólito y singular en la historia del fútbol mundial.

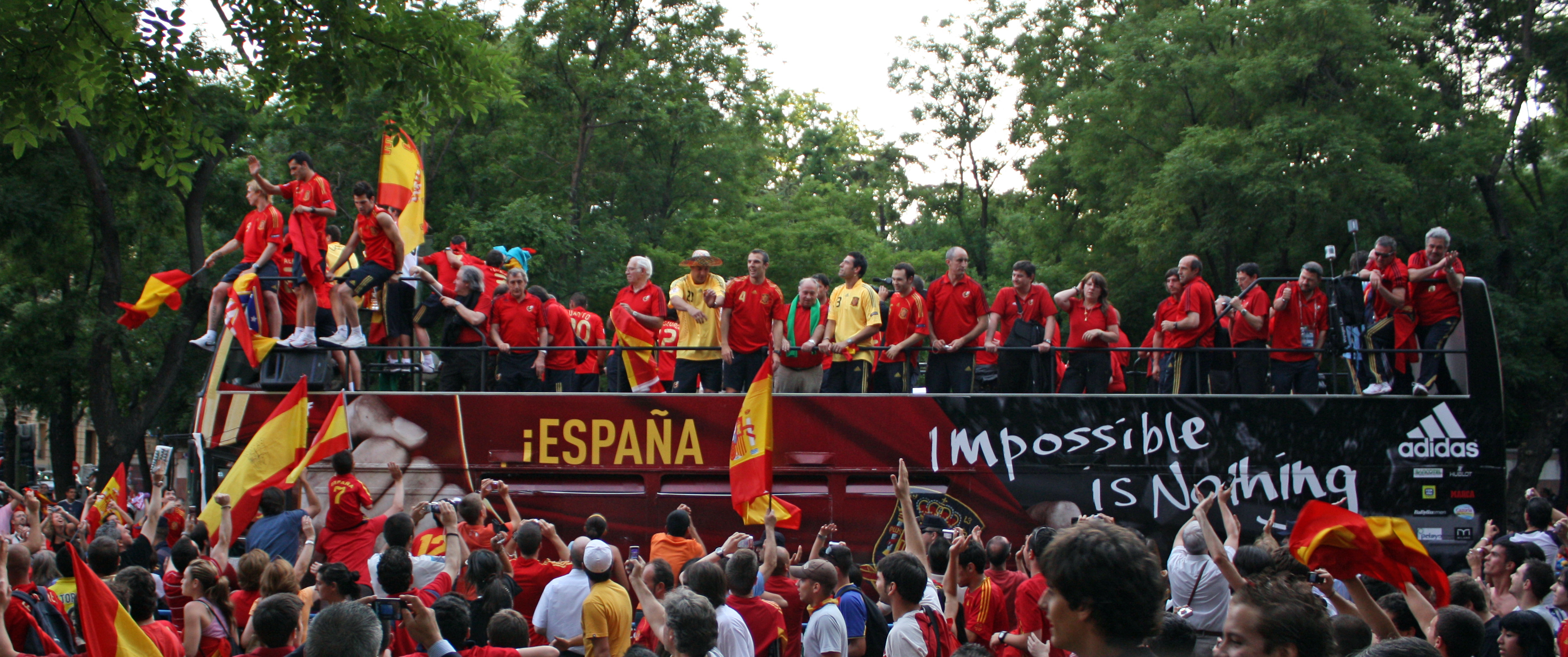
La selección de fútbol de España celebra el triunfo a su regreso a Madrid

En cuartos de final, sin embargo, la mayoría de los favoritos cayeron. Alemania derrotó por 3-2 a Portugal y Rusia doblegó a los Países Bajos por 3-1 en la prórroga. Croacia y Turquía empataron sin goles durante el período regular; en la prórroga, ambos marcaron un gol minutos antes del final, por lo que hubo una definición por penales en que ganaron los turcos, eliminando así a los invictos croatas. A través de este mismo método, Italia y España definieron su resultado después de empatar sin goles durante los 120 minutos de partido, de forma que España avanzó a semifinales 24 años después de su última semifinal en un torneo internacional absoluto, en la Eurocopa 1984.
Alemania y Turquía se enfrentaron en una de las semifinales jugando nuevamente al dramatismo. Ambos equipos estuvieron casi la totalidad del tiempo reglamentario empatados, hasta que Miroslav Klose descontó para Alemania a los 79 minutos. Siguiendo la tradición de los últimos partidos, Turquía anotó a minutos del final, pero Philipp Lahm sellaría el 3-2 en el marcador final. El partido se vio marcado además por una fuerte tempestad en Viena, que cortó de forma inédita las transmisiones internacionales de televisión por varios minutos, impidiendo que muchos vieran los goles finales. En la otra semifinal, España se clasificó para la final tras volver a derrotar a Rusia, esta vez por 3-0 con goles de Xavi Hernández, Dani Güiza y David Silva.
En el partido final, España y Alemania se enfrentaron el Estadio Ernst Happel de Viena. En un comienzo, Alemania mantuvo el dominio del partido, pero lentamente comenzó a perder el control de este. A los 32 minutos, Fernando Torres disputó un balón tras un pase en profundidad de Xavi Hernández con Philipp Lahm, al cual ganó la posición en velocidad y, ante la salida del arquero Jens Lehmann, logró esquivarlo y anotar un gol, picando la pelota por encima de este. Con el marcador a su favor, España controló el encuentro y, pese a los intentos alemanes de descontar, el encuentro terminaría 1-0. La invicta selección de España se coronó así por segunda vez como campeona europea tras la Eurocopa 1964, rompiendo una sequía de 44 años.

## Resultados
- Las horas indicadas en los partidos corresponden al huso horario local de Austria y de Suiza: Horario de verano de Europa central – CEST: (UTC+2).

### Fase de grupos
– Clasificado para los cuartos de final.

#### Grupo A

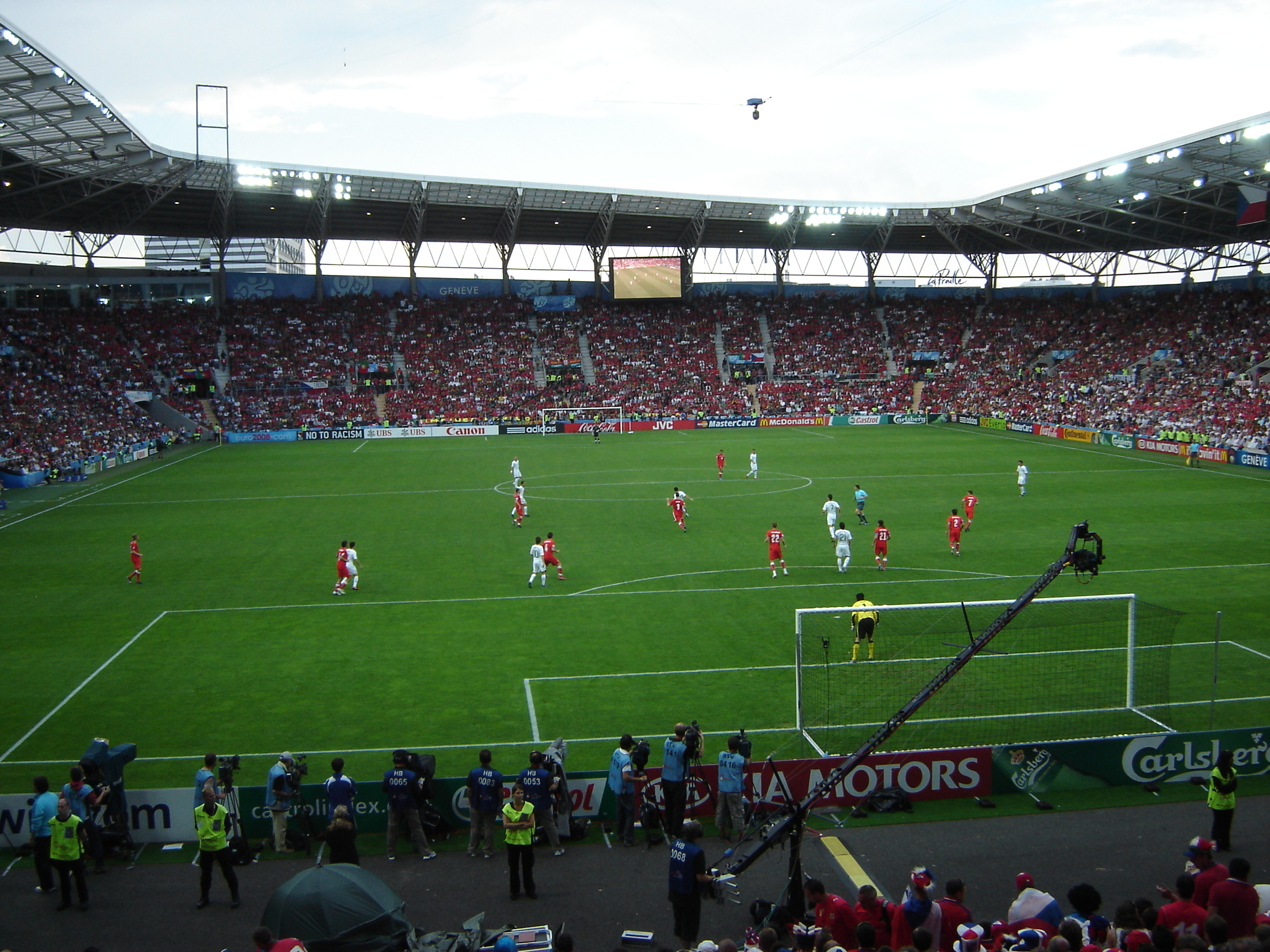
Encuentro entre y la. Terminó 3-1, lo que permitió la clasificación portuguesa.

| Selección       | Pts | PJ | PG | PE | PP | GF | GC | Dif |
| --------------- | --- | -- | -- | -- | -- | -- | -- | --- |
| Portugal        | 6   | 3  | 2  | 0  | 1  | 5  | 3  | 2   |
| Turquía         | 6   | 3  | 2  | 0  | 1  | 5  | 5  | 0   |
| República Checa | 3   | 3  | 1  | 0  | 2  | 4  | 6  | -2  |
| Suiza           | 3   | 3  | 1  | 0  | 2  | 3  | 3  | 0   |

| 7 de junio de 2008, 18:00 | Suiza | 0:1 (0:0) | República Checa | St. Jakob Park, Basilea                                     |                                                             |
|                           |       | Reporte   | Svěrkoš 69'     | Asistencia: 39 730 espectadores Árbitro(s): Roberto Rosetti | Asistencia: 39 730 espectadores Árbitro(s): Roberto Rosetti |

| 7 de junio de 2008, 20:45 | Portugal                  | 2:0 (0:0) | Turquía | Stade de Genève, Ginebra                                   |                                                            |
|                           | Pepe 61' · Meireles 90+3' | Reporte   |         | Asistencia: 29 016 espectadores Árbitro(s): Herbert Fandel | Asistencia: 29 016 espectadores Árbitro(s): Herbert Fandel |

| 11 de junio de 2008, 18:00 | República Checa | 1:3 (1:1) | Portugal                                  | Stade de Genève, Ginebra                                   |                                                            |
|                            | Sionko 17'      | Reporte   | Deco 8' · C. Ronaldo 63' · Quaresma 90+1' | Asistencia: 29 016 espectadores Árbitro(s): Kyros Vassaras | Asistencia: 29 016 espectadores Árbitro(s): Kyros Vassaras |

| 11 de junio de 2008, 20:45 | Suiza        | 1:2 (1:0) | Turquía                   | St. Jakob Park, Basilea                                  |                                                          |
|                            | H. Yakın 32' | Reporte   | Şentürk 57' · Turan 90+2' | Asistencia: 39 730 espectadores Árbitro(s): Ľuboš Micheľ | Asistencia: 39 730 espectadores Árbitro(s): Ľuboš Micheľ |

| 15 de junio de 2008, 20:45 | Suiza                    | 2:0 (0:0) | Portugal | St. Jakob Park, Basilea                                   |                                                           |
|                            | H. Yakın 71', 83' (pen.) | Reporte   |          | Asistencia: 39 730 espectadores Árbitro(s): Konrad Plautz | Asistencia: 39 730 espectadores Árbitro(s): Konrad Plautz |

| 15 de junio de 2008, 20:45 | Turquía                    | 3:2 (0:1) | República Checa         | Stade de Genève, Ginebra                                     |                                                              |
|                            | Turan 75' · Nihat 87', 89' | Reporte   | Koller 34' · Plašil 62' | Asistencia: 29 016 espectadores Árbitro(s): Peter Fröjdfeldt | Asistencia: 29 016 espectadores Árbitro(s): Peter Fröjdfeldt |

#### Grupo B
| Selección | Pts | PJ | PG | PE | PP | GF | GC | Dif |
| --------- | --- | -- | -- | -- | -- | -- | -- | --- |
| Croacia   | 9   | 3  | 3  | 0  | 0  | 4  | 1  | 3   |
| Alemania  | 6   | 3  | 2  | 0  | 1  | 4  | 2  | 2   |
| Austria   | 1   | 3  | 0  | 1  | 2  | 1  | 3  | -2  |
| Polonia   | 1   | 3  | 0  | 1  | 2  | 1  | 4  | -3  |

| 8 de junio de 2008, 18:00                  | Austria | 0:1 (0:1) | Croacia          | Estadio Ernst Happel, Viena                             |                                                         |
|                                            |         | Reporte   | Modrić 4' (pen.) | Asistencia: 51 428 espectadores Árbitro(s): Pieter Vink | Asistencia: 51 428 espectadores Árbitro(s): Pieter Vink |
| Debut absoluto de Austria en una Eurocopa. |         |           |                  |                                                         |                                                         |

| 8 de junio de 2008, 20:45                 | Alemania          | 2:0 (1:0) | Polonia | Wörthersee Stadion, Klagenfurt                                 |                                                                |
|                                           | Podolski 20', 72' | Reporte   |         | Asistencia: 30 461 espectadores Árbitro(s): Tom Henning Øvrebø | Asistencia: 30 461 espectadores Árbitro(s): Tom Henning Øvrebø |
| Debut absoluto de Polonia en una Eurocopa |                   |           |         |                                                                |                                                                |

| 12 de junio de 2008, 18:00 | Croacia             | 2:1 (1:0) | Alemania     | Wörthersee Stadion, Klagenfurt                                 |                                                                |
|                            | Srna 24' · Olić 62' | Reporte   | Podolski 79' | Asistencia: 30 461 espectadores Árbitro(s): Frank de Bleeckere | Asistencia: 30 461 espectadores Árbitro(s): Frank de Bleeckere |

| 12 de junio de 2008, 20:45                                                                                  | Austria             | 1:1 (0:1) | Polonia       | Estadio Ernst Happel, Viena                             |                                                         |
| | Vastić 90+2' (pen.) | Reporte   | Guerreiro 30' | Asistencia: 51 428 espectadores Árbitro(s): Howard Webb | Asistencia: 51 428 espectadores Árbitro(s): Howard Webb |
| Ivica Vastić y Roger Guerreiro marcaron el primer gol de Austria y Polonia respectivamente en una Eurocopa. |                     |           |               |                                                         |                                                         |

| 16 de junio de 2008, 20:45 | Austria | 0:1 (0:0) | Alemania    | Estadio Ernst Happel, Viena                                        |                                                                    |
|                            |         | Reporte   | Ballack 49' | Asistencia: 51 428 espectadores Árbitro(s): Manuel Mejuto González | Asistencia: 51 428 espectadores Árbitro(s): Manuel Mejuto González |

| 16 de junio de 2008, 20:45 | Polonia | 0:1 (0:0) | Croacia     | Wörthersee Stadion, Klagenfurt                             |                                                            |
|                            |         | Reporte   | Klasnić 53' | Asistencia: 30 461 espectadores Árbitro(s): Kyros Vassaras | Asistencia: 30 461 espectadores Árbitro(s): Kyros Vassaras |

#### Grupo C

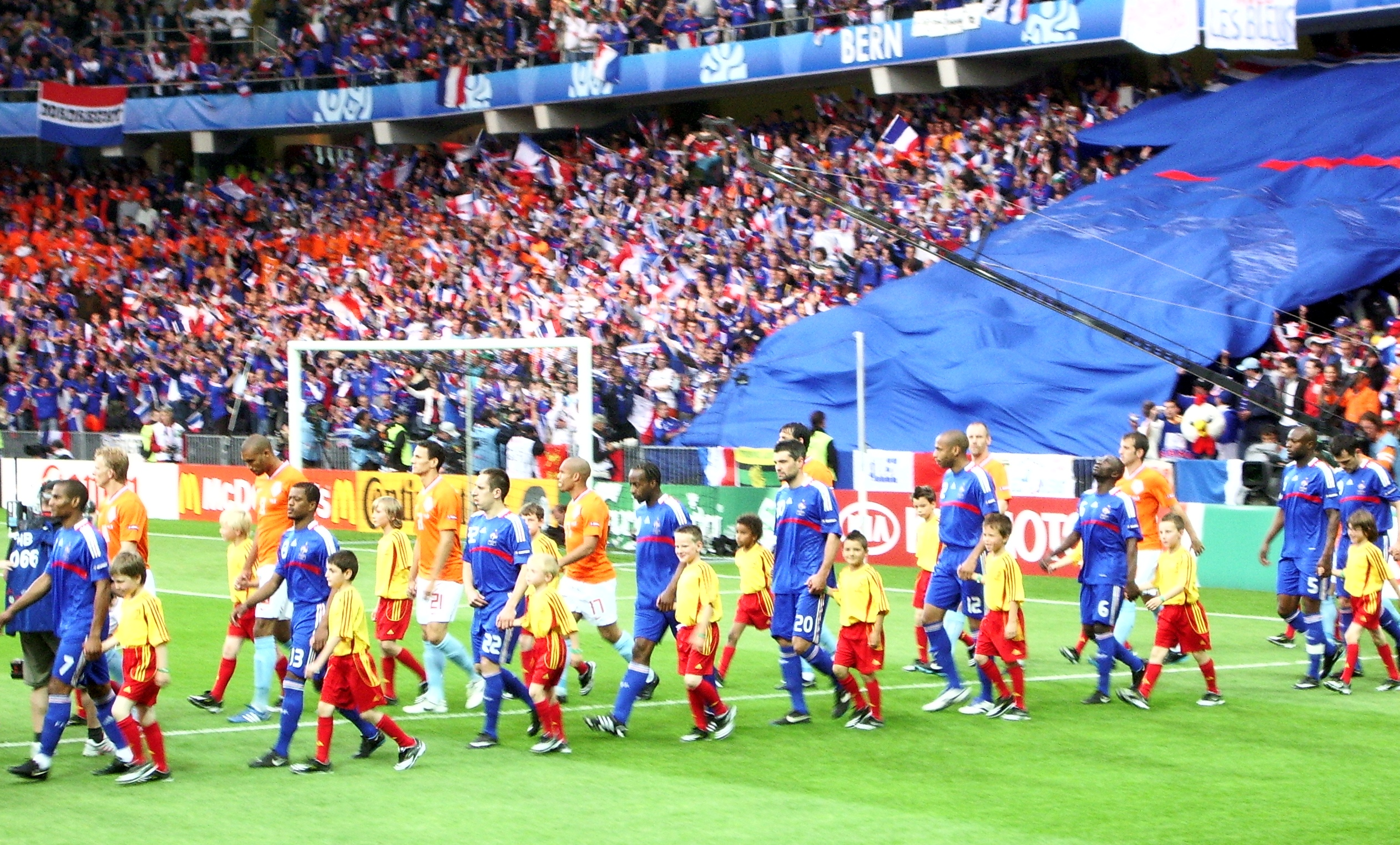
Jugadores de y. Los neerlandeses vencieron por 4-1, asegurando su clasificación y primer puesto.

| Selección    | Pts | PJ | PG | PE | PP | GF | GC | Dif |
| ------------ | --- | -- | -- | -- | -- | -- | -- | --- |
| Países Bajos | 9   | 3  | 3  | 0  | 0  | 9  | 1  | 8   |
| Italia       | 4   | 3  | 1  | 1  | 1  | 3  | 4  | -1  |
| Rumania      | 2   | 3  | 0  | 2  | 1  | 1  | 3  | -2  |
| Francia      | 1   | 3  | 0  | 1  | 2  | 1  | 6  | -5  |

| 9 de junio de 2008, 18:00 | Rumania | 0:0     | Francia | Letzigrund, Zúrich                                                 |                                                                    |
|                           |         | Reporte |         | Asistencia: 30 585 espectadores Árbitro(s): Manuel Mejuto González | Asistencia: 30 585 espectadores Árbitro(s): Manuel Mejuto González |

| 9 de junio de 2008, 20:45 | Países Bajos                                            | 3:0 (2:0) | Italia | Stade de Suisse, Berna                                       |                                                              |
|                           | Van Nistelrooy 26' · Sneijder 31' · Van Bronckhorst 79' | Reporte   |        | Asistencia: 30 777 espectadores Árbitro(s): Peter Fröjdfeldt | Asistencia: 30 777 espectadores Árbitro(s): Peter Fröjdfeldt |

| 13 de junio de 2008, 18:00 | Italia      | 1:1 (0:0) | Rumania  | Letzigrund, Zúrich                                             |                                                                |
|                            | Panucci 56' | Reporte   | Mutu 55' | Asistencia: 30 585 espectadores Árbitro(s): Tom Henning Øvrebø | Asistencia: 30 585 espectadores Árbitro(s): Tom Henning Øvrebø |

| 13 de junio de 2008, 20:45 | Países Bajos                                           | 4:1 (1:0) | Francia   | Stade de Suisse, Berna                                     |                                                            |
|                            | Kuyt 9' · Van Persie 59' · Robben 72' · Sneijder 90+2' | Reporte   | Henry 71' | Asistencia: 30 777 espectadores Árbitro(s): Herbert Fandel | Asistencia: 30 777 espectadores Árbitro(s): Herbert Fandel |

| 17 de junio de 2008, 20:45 | Países Bajos                   | 2:0 (0:0) | Rumania | Stade de Suisse, Berna                                      |                                                             |
|                            | Huntelaar 54' · Van Persie 87' | Reporte   |         | Asistencia: 30 777 espectadores Árbitro(s): Massimo Busacca | Asistencia: 30 777 espectadores Árbitro(s): Massimo Busacca |

| 17 de junio de 2008, 20:45 | Francia | 0:2 (0:1) | Italia                          | Letzigrund, Zúrich                                       |                                                          |
|                            |         | Reporte   | Pirlo 25' (pen.) · De Rossi 62' | Asistencia: 30 585 espectadores Árbitro(s): Ľuboš Micheľ | Asistencia: 30 585 espectadores Árbitro(s): Ľuboš Micheľ |

#### Grupo D

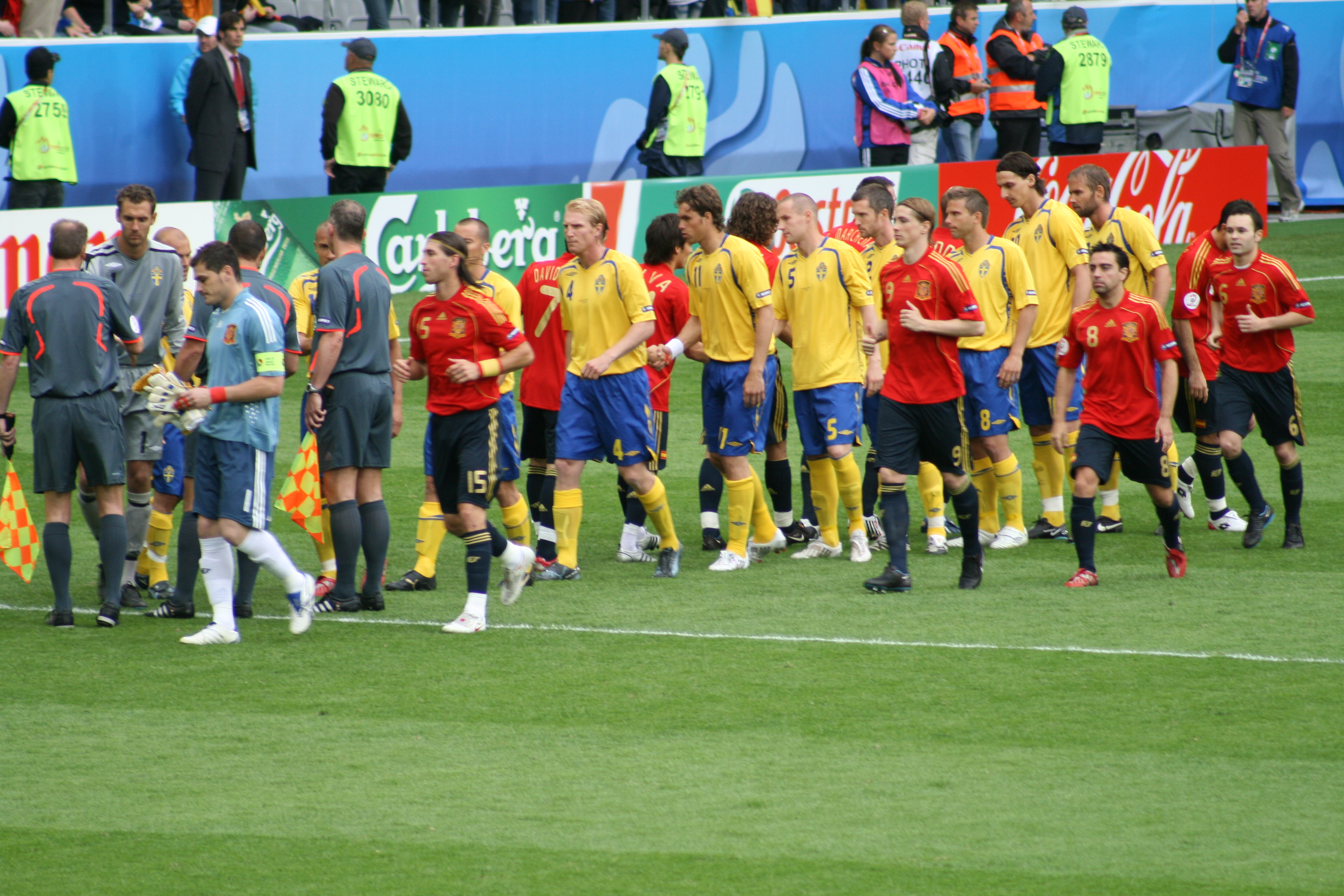
Inicio del encuentro entre y

| Selección | Pts | PJ | PG | PE | PP | GF | GC | Dif |
| --------- | --- | -- | -- | -- | -- | -- | -- | --- |
| España    | 9   | 3  | 3  | 0  | 0  | 8  | 3  | 5   |
| Rusia     | 6   | 3  | 2  | 0  | 1  | 4  | 4  | 0   |
| Suecia    | 3   | 3  | 1  | 0  | 2  | 3  | 4  | -1  |
| Grecia    | 0   | 3  | 0  | 0  | 3  | 1  | 5  | -4  |

| 10 de junio de 2008, 18:00 | España                               | 4:1 (2:0) | Rusia            | Tivoli Neu, Innsbruck                                     |                                                           |
|                            | Villa 22', 44', 75' · Fábregas 90+1' | Reporte   | Pavliuchenko 86' | Asistencia: 30 772 espectadores Árbitro(s): Konrad Plautz | Asistencia: 30 772 espectadores Árbitro(s): Konrad Plautz |

| 10 de junio de 2008, 20:45 | Grecia | 0:2 (0:0) | Suecia                        | Wals Siezenheim Stadion, Salzburgo                          |                                                             |
|                            |        | Reporte   | Ibrahimović 66' · Hansson 72' | Asistencia: 31 063 espectadores Árbitro(s): Massimo Busacca | Asistencia: 31 063 espectadores Árbitro(s): Massimo Busacca |

| 14 de junio de 2008, 18:00 | Suecia          | 1:2 (1:1) | España                   | Tivoli Neu, Innsbruck                                   |                                                         |
|                            | Ibrahimović 34' | Reporte   | Torres 15' · Villa 90+2' | Asistencia: 30 772 espectadores Árbitro(s): Pieter Vink | Asistencia: 30 772 espectadores Árbitro(s): Pieter Vink |

| 14 de junio de 2008, 20:45 | Grecia | 0:1 (0:1) | Rusia        | Wals Siezenheim Stadion, Salzburgo                          |                                                             |
|                            |        | Reporte   | Zyriánov 33' | Asistencia: 31 063 espectadores Árbitro(s): Roberto Rosetti | Asistencia: 31 063 espectadores Árbitro(s): Roberto Rosetti |

| 18 de junio de 2008, 20:45                                                                              | Grecia         | 1:2 (1:0) | España                    | Wals Siezenheim Stadion, Salzburgo                      |                                                         |
| | Charisteas 42' | Reporte   | De la Red 61' · Güiza 88' | Asistencia: 30 883 espectadores Árbitro(s): Howard Webb | Asistencia: 30 883 espectadores Árbitro(s): Howard Webb |
| Grecia es la primera selección que defiende su título perdiendo los tres partidos de la fase de grupos. |                |           |                           |                                                         |                                                         |

| 18 de junio de 2008, 20:45 | Rusia                           | 2:0 (1:0) | Suecia | Tivoli Neu, Innsbruck                                          |                                                                |
|                            | Pavliuchenko 24' · Arshavin 50' | Reporte   |        | Asistencia: 30 772 espectadores Árbitro(s): Frank de Bleeckere | Asistencia: 30 772 espectadores Árbitro(s): Frank de Bleeckere |

### Fase de eliminación
|  | Cuartos de final      | Cuartos de final    |                       |       | Semifinales | Semifinales |  |  | Final | Final |
|  |                       |                     |                       |       |             |             |  |  |       |       |
|  | 19 de junio – Basilea |                     |                       |       |             |             |  |  |       |       |
|  |                       |                     |                       |       |             |             |  |  |       |       |
|  | Portugal              | 2                   |                       |       |             |             |  |  |       |       |
|  | Portugal              | 2                   | 25 de junio – Basilea |       |             |             |  |  |       |       |
|  | Alemania              | 3                   |                       |       |             |             |  |  |       |       |
|  | Alemania              | 3                   | Alemania              | 3     |             |             |  |  |       |       |
|  | 20 de junio – Viena   |                     | Alemania              | 3     |             |             |  |  |       |       |
|  |                       | Turquía             | 2                     |       |             |             |  |  |       |       |
|  | Croacia               | Turquía             | 2                     | 1 (1) |             |             |  |  |       |       |
|  | Croacia               |                     | 29 de junio – Viena   | 1 (1) |             |             |  |  |       |       |
|  | Turquía (p.)          | 1 (3)               |                       |       |             |             |  |  |       |       |
|  | Turquía (p.)          | 1 (3)               | Alemania              | 0     |             |             |  |  |       |       |
|  | 21 de junio – Basilea |                     | Alemania              | 0     |             |             |  |  |       |       |
|  |                       | España              | 1                     |       |             |             |  |  |       |       |
|  | Países Bajos          | España              | 1                     | 1     |             |             |  |  |       |       |
|  | Países Bajos          | 26 de junio – Viena |                       | 1     |             |             |  |  |       |       |
|  | Rusia (t.s.)          | 3                   |                       |       |             |             |  |  |       |       |
|  | Rusia (t.s.)          | 3                   | Rusia                 | 0     |             |             |  |  |       |       |
|  | 22 de junio – Viena   |                     | Rusia                 | 0     |             |             |  |  |       |       |
|  |                       | España              | 3                     |       |             |             |  |  |       |       |
|  | España (p.)           | España              | 3                     | 0 (4) |             |             |  |  |       |       |
|  | España (p.)           |                     |                       | 0 (4) |             |             |  |  |       |       |
|  | Italia                | 0 (2)               |                       |       |             |             |  |  |       |       |
|  | Italia                | 0 (2)               |                       |       |             |             |  |  |       |       |

#### Cuartos de final
| 19 de junio de 2008, 20:45 | Portugal                     | 2:3 (1:2) | Alemania                                     | St. Jakob Park, Basilea                                      |                                                              |
|                            | Nuno Gomes 40' · Postiga 87' | Reporte   | Schweinsteiger 22' · Klose 26' · Ballack 61' | Asistencia: 39 374 espectadores Árbitro(s): Peter Fröjdfeldt | Asistencia: 39 374 espectadores Árbitro(s): Peter Fröjdfeldt |

| 20 de junio de 2008, 20:45                                        | Croacia                          | 1:1 (0:0, 0:0) (t. s.)(1:1 t. s.)(1:3 p.) | Turquía                  | Estadio Ernst Happel, Viena                                 |                                                             |
|                                                                   | Klasnić 119'                     | Reporte                                   | Şentürk 120+2'           | Asistencia: 51 428 espectadores Árbitro(s): Roberto Rosetti | Asistencia: 51 428 espectadores Árbitro(s): Roberto Rosetti |
|                                                                   |                                  | Tiros desde el punto penal                |                          |                                                             |                                                             |
|                                                                   | Modrić · Srna · Rakitić · Petrić |                                           | Turan · Semih · Altıntop |                                                             |                                                             |
| Primera clasificación de Turquía a una semifinal de una Eurocopa. |                                  |                                           |                          |                                                             |                                                             |

| 21 de junio de 2008, 20:45                                                                                 | Países Bajos       | 1:3 (1:1, 0:0) (t. s.)(0:2 t. s.) | Rusia                                             | St. Jakob Park, Basilea                                  |                                                          |
| | Van Nistelrooy 86' | Reporte                           | Pavliuchenko 56' · Torbinsky 112' · Arshavin 116' | Asistencia: 38 374 espectadores Árbitro(s): Ľuboš Micheľ | Asistencia: 38 374 espectadores Árbitro(s): Ľuboš Micheľ |
| Primera clasificación de Rusia a una semifinal de una Eurocopa, desde la disolución de la Unión Soviética. |                    |                                   |                                                   |                                                          |                                                          |

| 22 de junio de 2008, 20:45 | España                                     | 0:0 (t. s.)(4:2 p.)        | Italia                                     | Estadio Ernst Happel, Viena                                |                                                            |
|                            |                                            | Reporte                    |                                            | Asistencia: 51 178 espectadores Árbitro(s): Herbert Fandel | Asistencia: 51 178 espectadores Árbitro(s): Herbert Fandel |
|                            |                                            | Tiros desde el punto penal |                                            |                                                            |                                                            |
|                            | Villa · Cazorla · Senna · Güiza · Fàbregas |                            | Grosso · De Rossi · Camoranesi · Di Natale |                                                            |                                                            |

#### Semifinales
| 25 de junio de 2008, 20:45 | Alemania                                  | 3:2 (1:1) | Turquía                 | St. Jakob Park, Basilea                                     |                                                             |
|                            | Schweinsteiger 26' · Klose 79' · Lahm 90' | Reporte   | Boral 22' · Şentürk 86' | Asistencia: 39 374 espectadores Árbitro(s): Massimo Busacca | Asistencia: 39 374 espectadores Árbitro(s): Massimo Busacca |

| 26 de junio de 2008, 20:45 | Rusia | 0:3 (0:0) | España                           | Estadio Ernst Happel, Viena                                    |                                                                |
|                            |       | Reporte   | Xavi 50' · Güiza 73' · Silva 81' | Asistencia: 51 428 espectadores Árbitro(s): Frank de Bleeckere | Asistencia: 51 428 espectadores Árbitro(s): Frank de Bleeckere |

#### Final
| 29 de junio de 2008, 20:45 | Alemania | 0:1 (0:1) | España     | Estadio Ernst Happel, Viena                                 |                                                             |
|                            |          | Reporte   | Torres 33' | Asistencia: 51 428 espectadores Árbitro(s): Roberto Rosetti | Asistencia: 51 428 espectadores Árbitro(s): Roberto Rosetti |

|                   |
| Bandera de España |
| Campeón España    |
| 2.º título        |

## Estadísticas

### Clasificación general
Nota: las tablas de rendimiento no reflejan la clasificación final de los equipos, sino que muestran el rendimiento de los mismos atendiendo a la ronda final alcanzada.

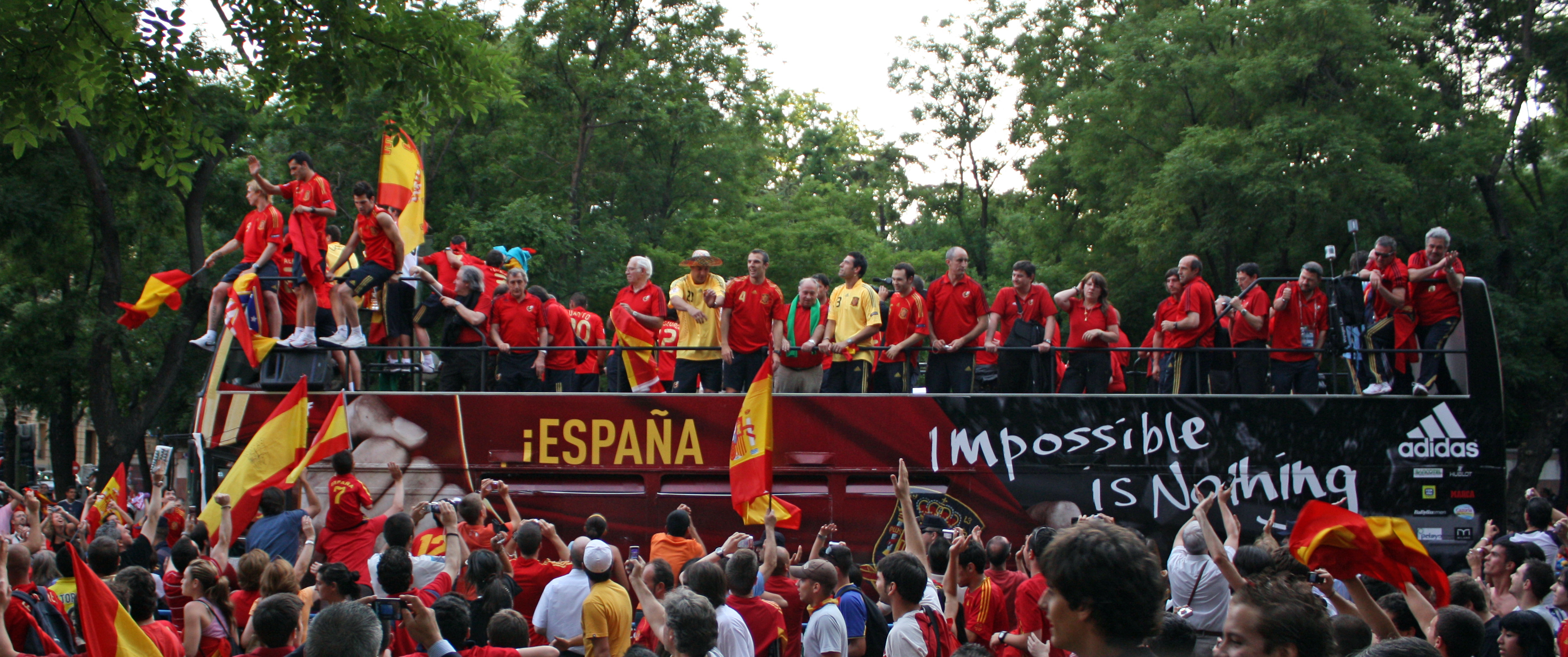
se consagró campeón de Europa por segunda vez

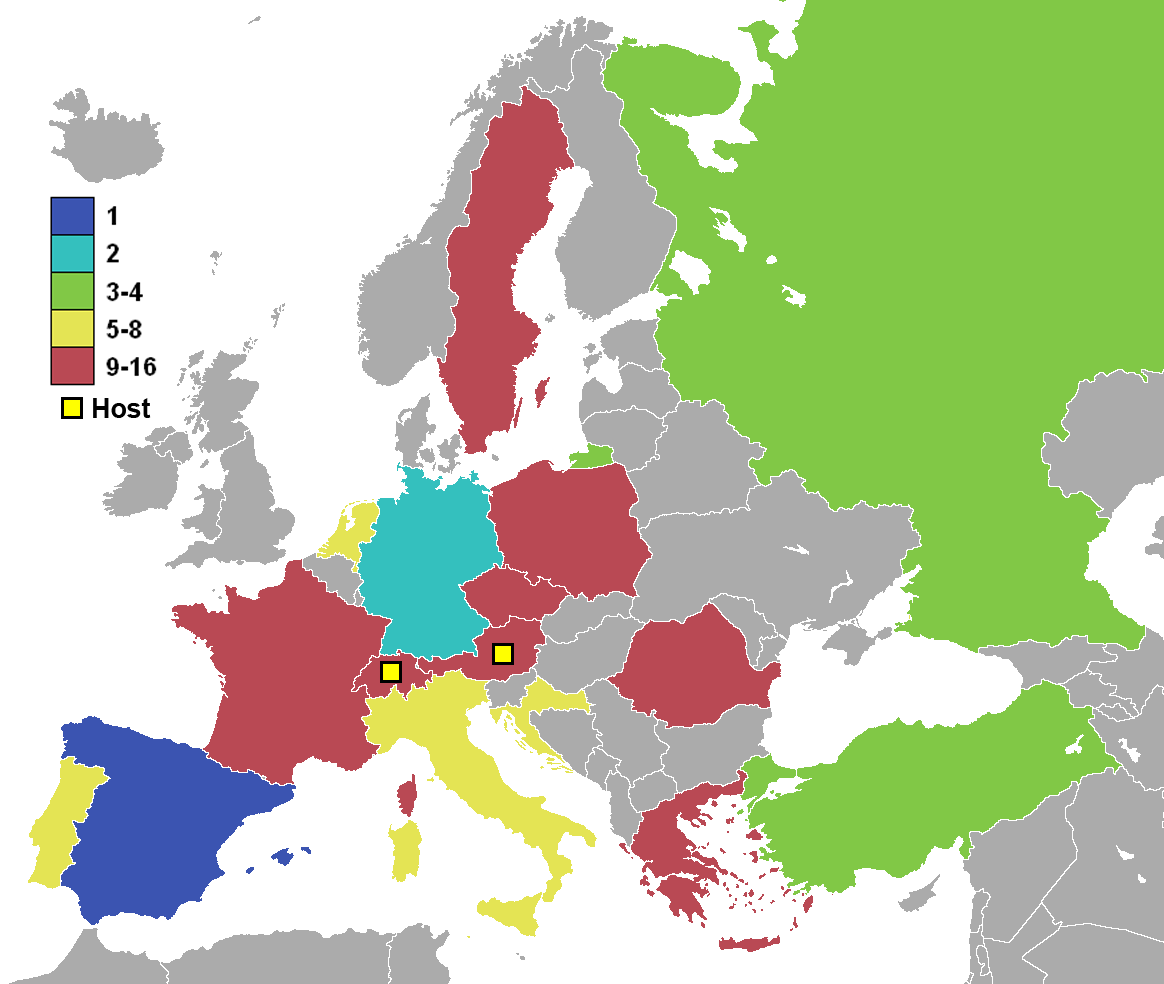
Mapa según los resultados del torneo

| Pos. | Selección       | Pts | PJ | PG | PE | PP | GF | GC | Dif. | Rend.   |
| ---- | --------------- | --- | -- | -- | -- | -- | -- | -- | ---- | ------- |
| 1    | España          | 16  | 6  | 5  | 1  | 0  | 12 | 3  | 9    | 88.89 % |
| 2    | Alemania        | 12  | 6  | 4  | 0  | 2  | 10 | 7  | 3    | 66.67 % |
| 3    | Rusia           | 9   | 5  | 3  | 0  | 2  | 7  | 8  | -1   | 60 %    |
| 4    | Turquía         | 7   | 5  | 2  | 1  | 2  | 8  | 9  | -1   | 46.67 % |
| 5    | Croacia         | 10  | 4  | 3  | 1  | 0  | 5  | 2  | 3    | 83.33 % |
| 6    | Países Bajos    | 9   | 4  | 3  | 0  | 1  | 10 | 4  | 6    | 75 %    |
| 7    | Portugal        | 6   | 4  | 2  | 0  | 2  | 7  | 6  | 1    | 50 %    |
| 8    | Italia          | 5   | 4  | 1  | 2  | 1  | 3  | 4  | -1   | 41.67 % |
| 9    | Suiza           | 3   | 3  | 1  | 0  | 2  | 3  | 3  | 0    | 33.33 % |
| 10   | Suecia          | 3   | 3  | 1  | 0  | 2  | 3  | 4  | -1   | 33.33 % |
| 11   | República Checa | 3   | 3  | 1  | 0  | 2  | 4  | 6  | -2   | 33.33 % |
| 12   | Rumania         | 2   | 3  | 0  | 2  | 1  | 1  | 3  | -2   | 22.22 % |
| 13   | Austria         | 1   | 3  | 0  | 1  | 2  | 1  | 3  | -2   | 11.11 % |
| 14   | Polonia         | 1   | 3  | 0  | 1  | 2  | 1  | 4  | -3   | 11.11 % |
| 15   | Francia         | 1   | 3  | 0  | 1  | 2  | 1  | 6  | -5   | 11.11 % |
| 16   | Grecia          | 0   | 3  | 0  | 0  | 3  | 1  | 5  | -4   | 0 %     |

## Premios y reconocimientos
Para esta edición de la Eurocopa, la UEFA aumentó el total de dinero a repartir entre los equipos participantes, llegando a los 184 millones de euros, 55 más que en la edición anterior. A cada equipo, por el hecho de participar, se le entregaron 7,5 millones de euros, 500 000 por cada empate en la fase de grupos y 1 millón por cada victoria en la misma fase. A los equipos que quedaron eliminados en cuartos de final se les otorgó un premio de 2 millones de euros adicionales y a los semifinalistas 3 millones. Al equipo vicecampeón fueron asignados 4,5 millones de euros de premio, mientras que el campeón recibió 7,5 millones. Así, el mayor premio lo obtuvo España, que totalizó 23 millones, mientras Grecia recibió el menor premio, con apenas los 7,5 millones otorgados por participación.
El equipo campeón de esta edición recibió el nuevo trofeo diseñado para la Eurocopa. El nuevo Trofeo Henri Delaunay fue creado por la joyería londinense Asprey, como una réplica casi exacta de la copa original, diseñada por Arthus Bertrand en 1960. La nueva copa, hecha en plata esterlina, pesa 8 kg y mide 60 cm de altura (2 kg más pesada y 18 cm más alta que la original). El pedestal de mármol fue eliminado al igual que una figura en la parte posterior, que dio paso a inscripciones con los nombres de los equipos ganadores del trofeo, mientras que la base de plata fue ampliada.

### Goleadores
4 goles
- David Villa

3 goles
- Lukas Podolski
- Roman Pavlyuchenko
- Hakan Yakin
- Semih Şentürk

2 goles
- Ivan Klasnić
- Michael Ballack
- Miroslav Klose
- Bastian Schweinsteiger
- Wesley Sneijder
- Ruud van Nistelrooy
- Robin van Persie
- Andrey Arshavin
- Dani Güiza
- Fernando Torres
- Zlatan Ibrahimović
- Nihat Kahveci
- Arda Turan

1 gol
- Ivica Vastić
- Luka Modrić
- Ivica Olić
- Darijo Srna
- Jan Koller
- Jaroslav Plašil
- Libor Sionko
- Václav Svěrkoš
- Thierry Henry
- Philipp Lahm
- Angelos Charisteas
- Daniele De Rossi
- Christian Panucci
- Andrea Pirlo
- Klaas-Jan Huntelaar
- Dirk Kuyt
- Arjen Robben
- Giovanni van Bronckhorst
- Roger Guerreiro
- Deco
- Nuno Gomes
- Raul Meireles
- Pepe
- Hélder Postiga
- Ricardo Quaresma
- Cristiano Ronaldo
- Adrian Mutu
- Dmitri Torbinski
- Konstantin Zyryanov
- Rubén de la Red
- Cesc Fàbregas
- David Silva
- Xavi
- Petter Hansson
- Uğur Boral

### Jugador del torneo y equipo ideal
El Grupo de Estudios Técnicos de la UEFA eligió, tras el fin del campeonato, al equipo y convocatoria ideal, compuesto por los 23 mejores jugadores según su posición en el campo de juego. España fue el equipo con más jugadores seleccionados con nueve. Tras el equipo campeón, la semifinalista Rusia obtuvo 4 nominaciones, seguida por Alemania con 3, Portugal y los Países Bajos con sólo 2. Croacia, eliminada en cuartos de final, obtuvo un único nominado al igual que la semifinalista Turquía.
De entre ellos se eligió al equipo ideal del torneo, que finalmente estuvo compuesto por seis jugadores españoles, dos rusos, un alemán, un croata y un turco.
Además, el Grupo de Estudios Técnicos eligió también al mejor jugador del torneo dentro de un grupo de jugadores propuestos por votación popular a través de internet. El jugador elegido como ganador del Premio Jugador del Torneo Castrol fue el mediocampista español Xavi Hernández.

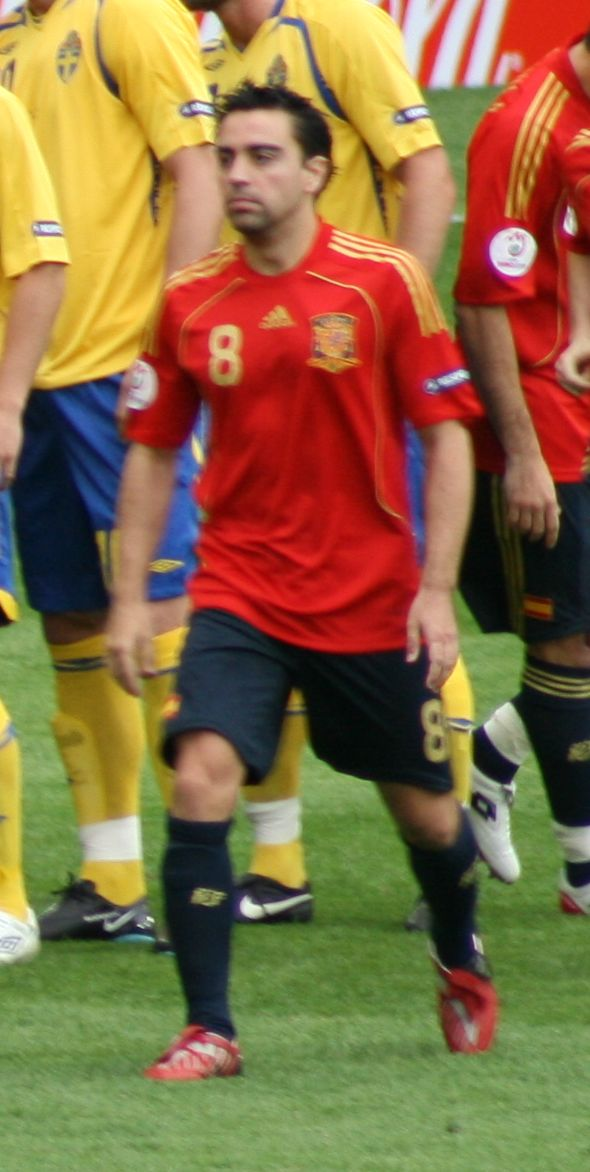
Xavi, elegido mejor jugador del torneo

Convocatoria y equipo ideal
| Porteros                                         | Defensas                                                                  | Centrocampistas | Delanteros                                                                    |
| ------------------------------------------------ | ------------------------------------------------------------------------- | --- | ----------------------------------------------------------------------------- |
| Gianluigi Buffon Iker Casillas Edwin van der Sar | José Bosingwa Philipp Lahm Carlos Marchena Pepe Carles Puyol Yuri Zhirkov | Hamit Altıntop Michael Ballack Cesc Fàbregas Xavi Hernández Andrés Iniesta Luka Modrić Marcos Senna Wesley Sneijder Konstantín Zyriánov | Andréi Arshavin Román Pavliuchenko Lukas Podolski Fernando Torres David Villa |

| Portero       | Defensas                                               | Centrocampistas                                        | Delanteros                  |
| ------------- | ------------------------------------------------------ | ------------------------------------------------------ | --------------------------- |
| Iker Casillas | Philipp Lahm Carlos Marchena Carles Puyol Yuri Zhirkov | Hamit Altıntop Xavi Hernández Luka Modrić Marcos Senna | Andréi Arshavin David Villa |

### Jugador del partido
Tras cada partido disputado, fue elegido un jugador como el mejor. Para determinar al ganador del Premio Carlsberg Jugador del Partido, se abrió una votación en el sitio oficial del torneo para ser luego contabilizada por el Grupo de Estudios Técnicos de la UEFA.
Los siguientes jugadores fueron elegidos como ganadores del Premio Carlsberg Jugador del Partido:
| Jugador            | Partido |
| ------------------ | ------- |
| Tomáš Ujfaluši     | 1:0     |
| Pepe               | 2:0     |
| Stipe Pletikosa    | 1:0     |
| Lukas Podolski     | 2:0     |
| Claude Makélélé    | 0:0     |
| Wesley Sneijder    | 3:0     |
| David Villa        | 4:1     |
| Zlatan Ibrahimović | 2:0     |
| Cristiano Ronaldo  | 3:1     |
| Arda Turan         | 2:1     |

| Jugador            | Partido |
| ------------------ | ------- |
| Luka Modrić        | 2:1     |
| Roger Guerreiro    | 1:1     |
| Andrea Pirlo       | 1:1     |
| Wesley Sneijder    | 4:1     |
| David Villa        | 2:1     |
| Román Pavliuchenko | 1:0     |
| Hakan Yakın        | 2:0     |
| Nihat Kahveci      | 3:2     |
| Ivan Klasnić       | 1:0     |
| Michael Ballack    | 1:0     |

| Jugador                | Partido |
| ---------------------- | ------- |
| Robin van Persie       | 2:0     |
| Daniele De Rossi       | 2:0     |
| Xabi Alonso            | 2:1     |
| Andréi Arshavin        | 2:0     |
| Bastian Schweinsteiger | 3:2     |
| Hamit Altıntop         | 1:1     |
| Andréi Arshavin        | 3:1     |
| Iker Casillas          | 0:0     |
| Philipp Lahm           | 3:2     |
| Andrés Iniesta         | 3:0     |
| Fernando Torres        | 1:0     |